# MSX

Offizielles Logo des Standards

MSX ist ein offener 8-Bit-Heimcomputer-Standard, der seit 1982 hauptsächlich von japanischen und südkoreanischen Firmen verfolgt wurde. Das Betriebssystem war ein Microsoft BASIC. Der Standard durchlief verschiedene Iterationen, bis er Anfang der 90er Jahre mit dem MSX turboR seinen technischen Höhepunkt erreichte.
Spielereihen wie Gradius und Metal Gear, Bomberman und Ys nahmen auf diesem System ihren Anfang, doch auch im Homeoffice-, im semi- und professionellen Bereich und in der Musiksparte wurden Anwendungen entwickelt und angeboten. In Japan und den Niederlanden war MSX in der Homecomputersparte zeitweise marktführend, später entwickelte sich noch ein bedeutender Markt in Südamerika, vor allem in Brasilien.

## Name
Der Mitinitiator Kazuhiko Nishi vertritt seit 2001 die Aussage, MSX sei die Abkürzung für „Machines with Software eXchangeability“. Eine frühe Erklärung des Gründers erwähnte jedoch die MX-Rakete als Namensgeber. Die Einbeziehung der großen Gründerfirmen Matsushita und Sony in die Bezeichnung ist ebenso nicht von der Hand zu weisen. Wahrscheinlich ist, dass der Mitbegründer Microsoft als Namensgeber in Frage kommt, lieferte die Softwareschmiede damals doch ihr Extended BASIC mit den Rechnern aus und nutzte damals häufig die Initialen M.S. für ihre Produkte. Diese Erklärung wurde auch auf den ersten Seiten der Betriebsanleitung des Sanyo PHC-28 von 1984 erwähnt.

## Geschichte

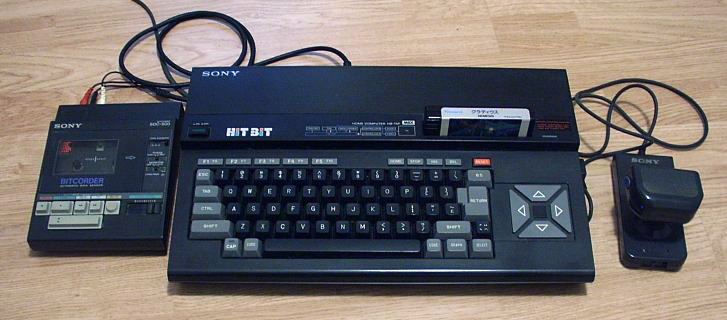
MSX-1-Computer von Sony (1984)

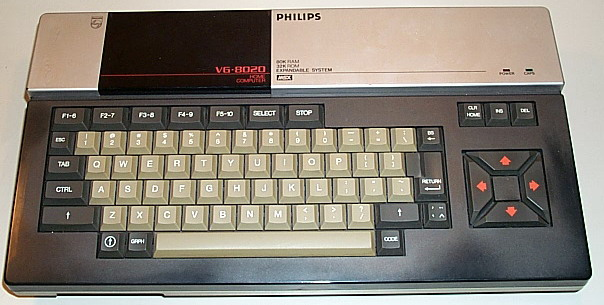
Philips MSX 1, Modell VG-8020

MSX ist das Ergebnis der Zusammenarbeit zwischen dem japanischen Unternehmen ASCII und dem US-amerikanischen Unternehmen Microsoft. Eine Reihe von kompatiblen Mikrocomputern zu schaffen, um die heimischen Märkte zu erschließen und einen einheitlichen Standard ins Leben zu rufen, war das Ziel. Der Wettbewerb unter verschiedenen Systemen ähnlich der Videoformate sollte für heimische Unternehmen entschieden werden.
Zu diesem Zweck wurde die gleiche Hard- und Softwarebasis verwendet.
- Z80A-Mikroprozessor mit mindestens 8 KB RAM
- VDP Texas Instruments TMS-9918 mit einer maximalen Auflösung von 256 × 192 Pixel in 16 Farben und 32 Sprites
- 16 KB Video-RAM
- Yamaha-Soundprozessor AY-36-8910 mit 3 Stimmen und 8 Oktaven
- Centronics-Schnittstelle
- Kassettenrekorderanschluss
- mindestens ein Joystick-Anschluss
- 1 Erweiterungsanschluss
- eine Tastatur mit mindestens 70 Tasten
- 5 programmierbare Funktionstasten und 4 Pfeiltasten für einen Cursor
- ein 32 KB ROM mit Microsofts erweiterter Version von BASIC.

1976 war Kazuhiko Nishi Student an der renommierten Waseda-Universität in Tokio. Zusammen mit Freunden machte er sich daran, ein Spiel zu entwickeln, das auf den neuen Modellen des auf dem “Pong”-Prozessor basierenden General Instrument AY-3-8500 läuft, der in der Odyssey-300-Konsole und Coleco Telstar zum Einsatz kam. Nishi plante, mit diesem Spiel selbst eine Konsole zu produzieren und diese zu vertreiben. Der Chiphersteller General Instrument verweigerte ihm jedoch die Abgabe von Kleinstmengen, also beschloss er, seine Ideen und Informationen zu veröffentlichen. Dieser Artikel stellte sich als großer Erfolg heraus, Nishi brachte bald selbst eine PC-Zeitschrift, die I/O, auf den Markt und veröffentlichte Bücher. Daraufhin publizierte er die für den professionellen Markt gedachte Zeitschrift ASCII.
Für Softwareprojekte des Verlages wurde eine Programmiersprache benötigt, die einfach zu erlernen war. Da Microsoft zu diesem Zeitpunkt sein BASIC schon an zahlreiche Computerhersteller lizenziert hatte, bemühte Nishi sich um ein Treffen mit Bill Gates. Aus diesem Treffen resultierte die Microsoftvertretung Japans durch Nishis ASCII Corporation während der folgenden Jahre. Nishi avancierte zum Vizepräsidenten von Microsoft. NEC war von dem Konzept der Herstellung eines Computers in Zusammenarbeit mit ASCII und Microsoft überzeugt, daraus entstand der erste japanische Computer, der NEC PC 8000. Dieser war ein kommerzieller Erfolg und eine großartige Gelegenheit für Microsoft und ASCII, ihr Know-how unter Beweis zu stellen. Aus der Kooperation beider Firmen heraus entwickelte sich noch der portable Computer Radio Shack 10, der von Kyocera produziert wurde. Indes, angekurbelt durch den PC-Markt im Westen, beschleunigte sich Microsofts Wachstum und die Idee entstand, parallel zum PC auch einen Computerstandard für den Heimbedarf zu entwickeln.
Die von den Schweizer Uhrmachern Harry Fox und Alex Weiss gegründete Firma Spectravision war zunächst im Uhrhandel tätig, beschloss jedoch, in den lukrativen Markt für Spielkonsolen zu investieren und das Unternehmen in Spectravideo umzubenennen. Zunächst vertrieben sie QuickShot-Joysticks und einen Atari-2600-Zusatz, der die Spielkonsole in einen Mikrocomputer mit Tastatur und Programmiermöglichkeit verwandelte. Bald entwickelten sie mit Hilfe von Tony Law, einem Unternehmer aus Hongkong, mit der Firma Bondwell eine Computerarchitektur, die darauf ausgelegt war, möglichst günstig in der Produktion zu sein.
Das Konzept wurde um einen Z80-Prozessor, einen Texas-Instruments-VDP und einen Yamaha-Soundchip herum entwickelt. Software für die neue Plattform sollte Microsoft liefern, die diese Aufgabe jedoch an Nishis Entwicklungsabteilung weiterreichte. Nishi verstand, dass die von Harry Fox vorgeschlagene Konfiguration äußerst flexibel war und sogar mit teureren Desktop-Konfigurationen konkurrieren konnte, durchaus mit besseren Fähigkeiten als sie der IBM-PC für Sounds und Grafiken zu bieten hatte. ASCII überarbeitete das Konzept gründlich, orderte mehr Speicher und fügte einen Cartridgeport für zukünftige Erweiterungen hinzu. Microsoft stellte ein leistungsfähiges BASIC, und Spectravideo hatte seinen Computer. Der SVI-318 wurde im Januar 1983 auf der Consumer Electronics Show (CES) in Las Vegas mit einem Einführungspreis von 600 US-Dollar vorgestellt.
Spectravideo lizenzierte Anfang 1982 sein Hardware-Design und bereitete so den Gedanken eines IBM-ähnlichen Konzeptes für den Homecomputersektor vor.
Etwa zur gleichen Zeit bereitete die Firma Coleco die Veröffentlichung einer revolutionären Konsole im August 1982 vor, der ColecoVision. Das Hardware-Design der Konsole wurde von Eric Bromley entworfen, einem Ingenieur, der in der Spielhallenindustrie bei Midway Games gearbeitet hatte und von Coleco angeheuert wurde.
Die Architektur der ColecoVision-Konsole basierte ebenfalls auf dem Z80-Prozessor und einem Texas-Instruments-VDP, die den Spezifikationen des Spectravideo-Computers sehr nahe kamen – so nahe, dass mit einem einfachen Adapter Coleco-Spielmodule auf dem Spectravideo-Computer abgespielt werden konnten.
Während Spectravideo damit beschäftigt war, ihren Heimcomputer zu bauen und zu vermarkten, hatte Kazuhiko die führenden japanischen Elektronikunternehmen besucht. Er hatte ein Mockup der Spectravideo SV-328 mitgebracht und zeigte die verschiedenen Funktionen. Er wusste, dass die Plattform ideal war, um einen “Standard”-Heimcomputer auf den Markt zu bringen. Zahlreiche japanische Firmen, darunter Casio, Canon, Fujitsu, Hitachi, Kyocera, Mitsubishi, NEC, Yamaha, Pioneer, Sanyo, Sharp, Sony und Toshiba ließen sich von dem Konzept überzeugen, auch Koreas Unternehmen GoldStar (jetzt LG Group), Samsung, Daewoo und der europäische Elektronikkonzern Philips unterstützten den neuen Standard von Beginn an. Fox hingegen glaubte erst noch an das Design des von ihm verkauften Computers und lieferte lediglich einen Adapter, um Programmmodule des MSX-Standards auch auf den ursprünglichen Spectravideo-Computern lauffähig zu machen. Später produzierte Spectravideo dann ebenfalls vollständige MSX-Computer.
Die Kooperation mit MSX wurde der Presse am 27. Juni 1983 offiziell bekannt gegeben. Tatsächlich war das Projekt immer eher ein Projekt der in Tokio ansässigen ASCII-Microsoft-Tochtergesellschaft als ein echtes Microsoft-Projekt gewesen.
Der MSX2, der 1985 eingeführt wurde, war keine wesentliche Weiterentwicklung des Originals. Während 1984 eine 16-Bit-Evolution des MSX vorgesehen war, basierte diese neue Generation noch immer auf dem in die Jahre gekommenen Z80-Prozessor.
Der minimale Arbeitsspeicher wurde auf 64 KB erhöht und die Extended-Basic-Version wurde auf Version 2.0 verbessert. Auch das Video-RAM wurde von 16 KB auf 64 KB erhöht, aber die meisten Modelle waren mit 128 KB VRAM ausgestattet.
Während der Soundprozessor derselbe blieb, war die wichtigste Verbesserung der von Yamaha entworfene Grafikprozessor (der V9938), der eine Bildschirmauflösung von 512 × 212 in 16 Farben oder 256 × 212 in 256 Farben haben sollte. Dieser neue Grafikprozessor war auch vollständig abwärtskompatibel mit dem MSX 1 VDP. Dieser neue VDP wurde von ASCII entworfen, und das US-Patent dafür wurde am 19. Dezember 1984 eingetragen.

## Das System
Die Hardware besteht zum großen Teil aus Standard-Komponenten ihrer Zeit: Ein Z80-Prozessor mit 3,58 MHz, der Grafikchip TMS9918 von Texas Instruments (den auch der Texas Instruments TI-99/4A verwendete) und ein Soundchip von General Instrument (AY-3-8910). Diese Komponenten waren damals nicht herausragend, aber konkurrenzfähig.
Ein aufgesetztes DOS namens MSX-DOS ist Datei-kompatibel mit MS-DOS und unterstützt MS-DOS-ähnliche Befehle. So konnte Microsoft den MSX für Heimcomputer bewerben und MS-DOS für Personal Computer.
Der integrierte BASIC-Dialekt ist mit seinem umfangreichen Befehlssatz (auch für Sound, Grafiken und Sprites) dem vergleichbarer Computern (wie dem des C64) überlegen.
Eine Besonderheit der MSX-Heimcomputer ist es, dass die einzelnen Hersteller eigene Erweiterungen (Software und/oder Hardware) in ihre MSX-Heimcomputer einbauten. So ist zum Beispiel der CX5-M von Yamaha zusätzlich mit einem leistungsfähigeren Soundsystem ausgestattet (8-fach polyphoner, DX7-ähnlicher FM-Synthesizer mit 4 Operatoren), das zum Beispiel eine MIDI-Schnittstelle und die Anschlussmöglichkeit für ein externes Keyboard mitbringt. Sony baute in seinen HitBit eine Datenbankanwendung ein.

## Verbreitung

### Japan
Auf dem japanischen Markt kamen MSX-Computer von Sony, Yamaha, Matsushita, Sanyo und anderen führenden japanischen Elektronikunternehmen nur vier Monate nach der ersten Ankündigung des Standards in die japanischen Geschäfte. Und die Unterstützung eines so breiten Spektrums japanischer Hardwarefirmen verlieh dem MSX-Standard schnell eine Fähigkeit, die kein anderer Computer für sich beanspruchen konnte.
Der von Nishi definierte Standard erforderte eine vollständige Kompatibilität zwischen den verschiedenen MSX-Computern, hielt die Hersteller jedoch nicht davon ab, zusätzliche Funktionen hinzuzufügen, solange diese die Kompatibilität nicht beeinträchtigten. Yamaha produzierte zum Beispiel eine Reihe von MSX-Computern, die mit eingebauten Synthesizern für die Musik bestimmt waren. Pioneer produzierte MSX-Computer mit eingebauter Laserdisc-Schnittstelle, während sich JVC andererseits auf Modelle mit Überlagerungsfunktionen für die Videobearbeitung konzentrierte.
Einige Hersteller boten mehrere Modelle an, etwa Sony, das MSX-Computer in vielen verschiedenen Gehäuseformen und -farben auf den Markt brachte.
Zwischen Oktober 1983 und Sommer 1984 wurden in Japan von den 12 Herstellern etwa 265.000 Einheiten verkauft. Es war nicht der große Erfolg, den sie sich erhofften, aber er war bedeutend genug, um den Heimcomputer- und Softwaremarkt in Japan anzukurbeln.
MSX wurde in der Folge meist zu Discountpreisen als Spielkonsole und als Lernhilfe für Kinder verkauft. Die meisten Softwarefirmen in Japan produzierten Titel für den Standard. MSX wurde auch zu einer beliebten Plattform für Rollenspielserien, wie Final Fantasy, YS, XAK oder Dragon Slayer.

### USA
MSX wurde im Juli 1983 in der US-Presse angekündigt. Info-World begrüßte die Ankündigung und sah die Möglichkeit für den japanischen Heimcomputermarkt zu wachsen und den bereits gut etablierten US-Markt einzuholen. Die Expansion des japanischen Softwaremarktes wird als eine Gelegenheit für amerikanische Softwarehäuser gesehen, ihre Produkte in Japan zu vertreiben.
Die Einführung von MSX in den USA ging jedoch nur sehr langsam voran, und Microsoft förderte sie nicht aktiv. MSX wurde schließlich 1985 auf der Consumer Electronics Show (CES) von Yamaha und Pioneer vorgestellt. Die Präsentation war jedoch kein Erfolg. Die angekündigte Invasion der MSX-Maschinen kam viel zu spät, als der US-Markt bereits auf 16-Bit-Maschinen umstieg (Apple Mac, IBM, Commodore Amiga). Der 8-Bit-Markt wurde bereits von Commodore beherrscht, der die meisten seiner Konkurrenten in diesem Segment durch Preissenkungen losgeworden war.
Yamaha war das erste Unternehmen, das im Januar 1985 ein MSX-Modell auf dem US-Markt anbot (die Yamaha CX5M). Diese Computer wurden in spezialisierten Musikgeschäften als MIDI-Schnittstelle zur Steuerung von Synthesizern verkauft. Er wurde für etwa 500 US-Dollar verkauft und konnte nicht mit viel billigeren Computern konkurrieren, wie etwa dem C64, der zum Zeitpunkt der Ankündigung des MSX bereits einen Rabatt von 199 Dollar erhalten hatte. Außerdem hatte die Konkurrenz Tausende von verfügbaren Programmen, während für den MSX nur sehr wenige außerhalb Japans erhältlich waren. Andere Hersteller verschoben und stornierten dann die Einführung der MSX-Modelle auf dem US-Markt.

### Europa
Die ersten MSX-Computer wurden in Europa im September 1984 eingeführt. Sie wurden von Sony, Toshiba, Canon, Sanyo, Yashica und Philips hergestellt. Allerdings war das Angebot an Geräten begrenzt, vor April 1985 waren nur etwa 100.000 MSX für ganz Europa erhältlich. Die Rezeption der MSX war in den verschiedenen europäischen Ländern sehr unterschiedlich. Die Verkäufe waren in Italien recht gut, im Vereinigten Königreich hingegen schlecht, wo billigere Einstiegscomputer, wie der ZX Spectrum, bereits sehr beliebt waren.
Die Beliebtheit der Marke Philips in Belgien und den Niederlanden trug dazu bei, den Absatz in diesen Ländern anzukurbeln.

## MSX-Versionen
Es gab vier Generationen des Standards: MSX 1 (1983), MSX 2 (1986), MSX 2+ (1988) und MSX turbo R (1990). Die ersten drei waren 8-Bit-Rechner auf Basis des Z80, MSX turbo R basierte auf dem Zilog Z800. Während MSX 1 von über einem Dutzend weltbekannter Unternehmen unterstützt wurde, war MSX turbo R nur noch der Versuch eines einzelnen Herstellers (Matsushita, mit seiner Marke Panasonic) den Standard weiterzuführen.
In Südkorea erschienen, entwickelt von Daewoo und angeboten unter deren Marke Zemmix, MSX-basierte Spielkonsolen. MSX1: CPC 50 (Zemmix I), CPC 51 (Zemmix V); MSX2: CPC-61 (Zemmix Super V) und CPG-120 (Zemmix Turbo).
Anfangs verwendete MSX als Speichermedium Kassettenrekorder, im Computerbereich auch Datasette genannt. Es gab die BeeCard und einen entsprechenden Kartenleser, 2,8-Zoll- (QUICKDISK-DRIVE) und 5,25-Zoll-Diskettenlaufwerke. Später kamen einseitige (360 kB) und doppelseitige 3,5-Zoll-Disketten (720 kB) hinzu, die in 80 Spuren zu 9 Sektoren mit je 512 Bytes formatiert waren. Doppelseitige Disketten hatten das gleiche Datenformat wie MS-DOS (FAT12) und konnten zum Datenaustausch zwischen den beiden Systemen verwendet werden. Allerdings unterstützten nicht alle MSX-Computer doppelseitige Disketten, da einige Diskettenlaufwerke nur einen Schreib-/Lesekopf hatten. Weiterhin konnte auf Unterverzeichnisse erst ab MSX-DOS 2 zugegriffen werden. Einseitige Disketten wurden unter MS-DOS nicht richtig erkannt, aber viele Emulatoren lieferten Hilfsprogramme mit, die einen Zugriff ermöglichten.

## Emulatoren
Für die MSX-Systeme existieren verschiedene Emulatoren. Einer davon ist openMSX, der schon in einer sehr frühen Version in einem Emulator-Vergleich erfolgreich war und nach wie vor als sehr gut gilt. Es gibt ihn für verschiedene Plattformen, wie Windows, macOS und Android.
Ein weiterer MSX-Emulator für den PC mit dem Betriebssystem Windows ist RuMSX. Diese Emulatoren können auch mit Disketten-Images arbeiten. Dadurch entfallen Zugriffe auf das Diskettenlaufwerk.
Die 2006 in Deutschland erschienene Spielkonsole Wii von Nintendo und der damit verbundene Spiele-Download-Service Wii-Channel bieten einige MSX-Spiele zum Herunterladen für die Konsole an.
Schon seit einiger Zeit ist es möglich, MSX-Spiele auf der PlayStation Portable von Sony zu emulieren. Die Spiele sind jetzt schon gut spielbar. Der bekannteste Emulator ist wohl fMSX-PSP. Auch auf dem Nintendo DS ist die MSX-Emulation über fMSX DS oder PenkoDS möglich. Zuvor erschien auch die DOS-Version von fMSX.
Auch die aktuelle Playstation 4 bietet mit dem MSXOrbis einen umfassenden Emulator an.
Seit 2009 existiert ein MSX-Emulator namens BlueMSX-Wii für die Wii-Spielkonsole.

## Hersteller von MSX-Computern
- MSX 1: Spectravideo, Philips, Sony, Sanyo, Mitsubishi, Toshiba, Hitachi, Matsushita Denki Sangyō, Canon, Casio, Pioneer, General, Yamaha, Yashica-Kyocera (Japan), GoldStar, Yeno (Südkorea), Daewoo, Gradiente (Brasilien), Panasonic, Sharp/Epcom
- MSX 2: Philips, Sony, Sanyo, Mitsubishi, JVC, National, Panasonic, Canon, Yamaha, Daewoo
- MSX 2+: Sony, Sanyo, Panasonic
- MSX turbo R: Panasonic

## Spezifikation

### MSX-1
- Prozessor: Zilog Z80A mit 3,58 MHz
- ROM: 32 KB
  - BIOS (16 KB)
  - MSX BASIC V1.0 (16 KB)
- RAM: mindestens 8 KB, bis zu 64 KB
- Grafik-Prozessor: Texas Instruments TMS9918-Familie

- - Video RAM: 16 KB
  - Textmodi: 40 × 24 und 32 × 24 Zeichen
  - Auflösung: 256 × 192 (16 Farben)
  - Sprites: 32, 1 Farbe (höchstens 4 Sprites pro Zeile)
- Sound-Chip: General Instrument AY-3-8910 (PSG)
  - 3 Kanäle

#### Auswahl von MSX-1-Rechnern
| Name                        | Jahr    | RAM                                                         | I/O | Besonderheiten |
| --------------------------- | ------- | ----------------------------------------------------------- | --- | --- |
| Fujitsu FM-X                | 1983    | 16 KByte plus 16 KByte Video-RAM                            | 1 × Modulport, 1 × Centronics, 1 × Kassette, 1 × Video, 1 × HF (Antenne), 2 × Joystick, eigenes 60-poliges Interface (Verbindung zum FM-7)   | |
| Canon V-20                  | 1984    | 64 KByte plus 16 KByte Video-RAM                            | 2 × Modulport, 1 × Centronics, 1 × Kassette, 1 × Audio/Video, 1 × HF (Antenne), 2 × Joystick                                                 | |
| Ce-Tec MPC80 (Daewoo MPC80) | 1985    | 64 KByte plus 16 KByte Video-RAM                            | 1 × Modulport, 1 × Expansionsport hinten, 1 × Centronics, 1 × Kassette, 1 × Video, 1 × HF (Antenne), Video und Audio Cinch out, 2 × Joystick | Deutsche Schreibmaschinentastatur |
| Daewoo DPC100               | 1984    | 16 KByte plus 16 KByte Video-RAM                            | 2 × Modulport, 1 × Centronics, 1 × Kassette, 1 × Video, 1 × HF (Antenne), 2 × Joystick                                                       | Grünes, blaues oder silbernes Gehäuse inkl. eingebauter Lautsprecher |
| Daewoo DPC200               | 1984    | 64 KByte plus 16 KByte Video-RAM                            | 2 × Modulport, 1 × Centronics, 1 × Kassette, 1 × Video, 1 × HF (Antenne), 2 × Joystick                                                       | Verschieden farbige Gehäuse |
| General-Teleton Paxon PCK50 | ?       | 16 KByte plus 16 KByte Video-RAM, erweiterbar auf 64 KByte  | 2 × Modulport, 1 × Centronics, 1 × Kassette, 1 × RGB (fest mit dem Monitor verbunden), 2 × Joystick                                          | Der RGB-Monitor ist fest mit der Zentraleinheit verbunden. Es gab auch Computer in rotem Gehäuse.                                                                                              |
| Goldstar FC200              | 1984    | 64 KByte plus 16 KByte Video-RAM                            | 2 × Modulport, 1 × Centronics, 1 × Kassette, 2 × Video (monochrom und Farbe), 1 × HF (Antenne) 2 × Joystick                                  | |
| Hitachi H1                  | 1984    | 64 KByte plus 16 KByte Video-RAM, auf 124 KByte erweiterbar | 2 × Modulport, 1 × Centronics, 1 × Kassette, 1 × Video, 1 × HF (Antenne), 2 × Joystick                                                       | Die Rechnerfläche entspricht DIN A4. Es ist ein Tragegriff am Gehäuse vorhanden und es hat zwei vorinstallierte Anwenderprogramme im ROM (ein Malprogramm Sketch und eine Musiksoftware Music) |
| JVC HC-5                    | 1983/84 | 32 KByte plus 16 KByte Video-RAM                            | 2 × Modulport, 1 × Centronics, 1 × Kassette, 1 × RGB, 1 × Video, 1 × HF (Antenne), 2 × Joystick                                              | |
| Mitsubishi ML8000           | 1983    | 32 KByte plus 16 KByte Video-RAM                            | 1 × Modulport, 1 × Centronics, 1 × Kassette, 1 × Video, 1 × HF (Antenne), 2 × Joystick                                                       | |
| Philips VG-8010             | 1985    | 32 KByte plus 16 KByte Video-RAM                            | 2 × Modulport, 1 × Centronics (optional als Steckmodul), 1 × Kassette, 1 × Video, 1 × HF (Antenne), 2 × Joystick                             | |
| Philips VG-8020             | 1985    | 64 KByte plus 16 KByte Video-RAM                            | 2 × Modulport, 1 × Centronics (Steckmodul), 1 × Kassette, 1 × Video, 1 × HF (Antenne), 2 × Joystick                                          | |
| Pioneer PX7 Palcom          | 1984    | 32 KByte plus 16 KByte Video-RAM                            | 2 × Modulport, 1 × Centronics, 1 × Kassette, 1 × RGB, 1 × Video In, 1 × Video Out, 2 × Joystick, 1 × Stereo-Kopfhörer                        | Genlock-/Overlay-Fähigkeiten über Video In/Out |
| Samsung SPC800              | 1984    | 64 KByte plus 16 KByte Video-RAM                            | 2 × Modulport, 1 × Centronics, 1 × RS232C, 1 × Kassette, 1 × Video, 1 × HF (Antenne), 2 × Joystick                                           | |
| Sanyo MPC5                  | 1984    | 16 KByte plus 16 KByte Video-RAM                            | 2 × Modulport, 1 × Centronics, 1 × eigene I/O-Schnittstelle, 1 × Kassette, 1 × Video, 1 × HF (Antenne), 2 × Joystick                         | |
| Sanyo MPC64                 | 1985    | 64 KByte plus 16 KByte Video-RAM                            | 2 × Modulport, 1 × Centronics, 1 × Kassette, 1 × Video, 1 × HF (Antenne), 2 × Joystick                                                       | |
| Sanyo MPC-X                 | 1984    | 64 KByte plus 16 KByte Video-RAM                            | 2 × Modulport, 1 × Centronics, 1 × Kassette, 1 × Video, 1 × HF (Antenne), 2 × Joystick                                                       | eingebauter Lichtgriffel, Adapter für eine höhere Auflösung und Sprachsynthesizer |
| Sony Hit Bit HB-55P         | 1984    | 16 KByte plus 16 KByte Video-RAM                            | 2 × Modulport, 1 × Centronics, 1 × Kassette, 1 × Audio/Video, 1 × HF (Antenne), 2 × Joystick                                                 | integrierte Software (Datenbank für Telefonnummern und Karteikarten), sowie ein Datapack-Modul (4 KByte Kapazität)                                                                             |
| Sony Hit Bit HB-75P         | 1984    | 64 KByte plus 16 KByte Video-RAM                            | 2 × Modulport, 1 × Centronics, 1 × Kassette, 1 × Audio/Video, 1 × HF (Antenne), 2 × Joystick                                                 | integrierte Software (Datenbank für Telefonnummern und Karteikarten), sowie ein Datapack-Modul (4 KByte Kapazität)                                                                             |
| Sony Hit Bit HB-201P        | 1985    | 64 KByte plus 16 KByte Video-RAM                            | 2 × Modulport, 1 × Centronics, 1 × Kassette, 1 × Audio/Video, 1 × HF (Antenne), 2 × Joystick                                                 | integrierte Software (Datenbank für Telefonnummern und Karteikarten), sowie ein Datapack-Modul (4 KByte Kapazität)                                                                             |
| Toshiba HX-10               | 1984    | 64 KByte plus 16 KByte Video-RAM, erweiterbar auf 96 KByte  | 1 × Modulport, 1 × Centronics, 1 × Kassette, 1 × Video, 1 × HF (Antenne), 2 × Joystick, zusätzlicher optionaler I/O-Port                     | |
| Yamaha CX5M                 | 1985    | 32 KByte plus 16 KByte Video-RAM, erweiterbar auf 64 KByte  | 1 × Modulport, 1 × Kassette, 1 × Video, 1 × HF (Antenne), 2 × Joystick, MIDI-Interface, 60-polige Buchse für Synthesizer                     | enthält 8-fach polyphonen FM-Synthesizer mit Sequenzer, ähnlich dem DX7, nur mit 4 statt 8 Operatoren                                                                                          |
| Yashica YC64                | 1984    | 64 KByte plus 16 KByte Video-RAM                            | 1 × Modulport, 1 × Centronics, 1 × Kassette, 1 × Video, 1 × HF (Antenne), 2 × Joystick                                                       | |

### MSX-2
- Prozessor: Zilog Z80A mit 3,58 MHz
- ROM: 48 KB
  - BIOS + Extended BIOS (32 KB)
  - MSX BASIC V2.0 (16 KB)
  - DiskROM (16 KB) (optional)
- RAM: meist 128 KB, auch 64 KB
  - Memory mapped (4 MB/slot max)

- Grafik-Prozessor: Yamaha v9938
  - Video RAM: 128 KB, auch 64 KB oder 192 KB
  - Textmodi: 80 × 24 und 32 × 24

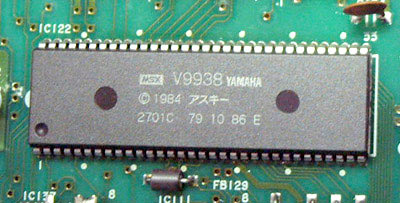
Yamaha v9938c

  - Auflösung: 512 × 212 (16 von 512 Farben) und 256 × 212 (256 Farben)
  - Sprites: 32, 16 Farben (höchstens 8 Sprites pro Zeile)
- Sound-Chip: General Instrument AY-3-8910 (PSG)
  - 3 Kanäle
- Clock-Chip

#### Auswahl von MSX-2-Rechnern
| Name             | Jahr | RAM                                    | I/O | Besonderheiten |
| ---------------- | ---- | -------------------------------------- | --- | --- |
| Philips VG-8235  | 1986 | 128 KByte plus 128 KByte Video-RAM     | 1 × Centronics, 1 × ext Floppy (VY 0011), 1 × Kassette, 1 × Scart (RGB), 1 × DIN (FBAS), 1 × HF (Antenne), 2 × Joystick | eingebautes 3.5-Floppylaufwerk 360k |
| Philips NMS-8245 | 1986 | 128 KByte plus 128 KByte Video-RAM     | 1 × Centronics, 1 × ext Floppy (VY 0011), 1 × Kassette, 1 × Scart (RGB), 1 × DIN (FBAS), 1 × HF (Antenne), 2 × Joystick | eingebautes 3.5-Floppylaufwerk 720k, offiziell nicht in Deutschland erschienen                                                                     |
| Philips NMS-8250 | 1986 | 128 KByte plus 128 KByte Video-RAM     | 1 × Centronics, 1 × ext Floppy (VY 0011), 1 × Kassette, 1 × Scart (RGB), 1 × DIN (FBAS), 1 × HF (Antenne), 2 × Joystick | 1 × eingebautes 3.5-Floppylaufwerk 720k – Einbauplatz für 2. 3.5-Floppylaufwerk vorhanden                                                          |
| Philips NMS-8280 | 1987 | 128 KByte plus 128 KByte Video-RAM     | 1 × Kassette, 1 × AV in/out, 2 × Cartridge, 1 × Tastatur, 1 × Drucker, 1 × HF (Antenne), 2 × Joystick | 2 × eingebautes 3.5-Floppylaufwerk 720k, Integriertes Genlock                                                                                      |
| 1chipMSX         | 2006 | 32 MByte SDRAM und 128 KByte Video-RAM | 1 × SD/MMC-Karte Slot, 2 × MSX-Cartridge-Slots, 2 × Audio-Ausgänge (für zukünftiges Stereo), 1 × S-Video-Video-Ausgang, 1 × Composite-Video-Ausgang, 1 × VGA-Video-Ausgang, 1 × PS/2-Tastatur-Eingang, 2 × USB-Eingänge, 2 × MSX-Joystick-Ports, 1 × FPGA-I/O-Pin (40 Pins und 10 Pins) | Beim 1chipMSX handelt es sich um eine Reimplementierung des MSX-2 aus dem Jahre 2006 auf der Basis eines einzelnen programmierten FPGA-Bausteines. |

### MSX-2+
- Nur in Japan veröffentlicht

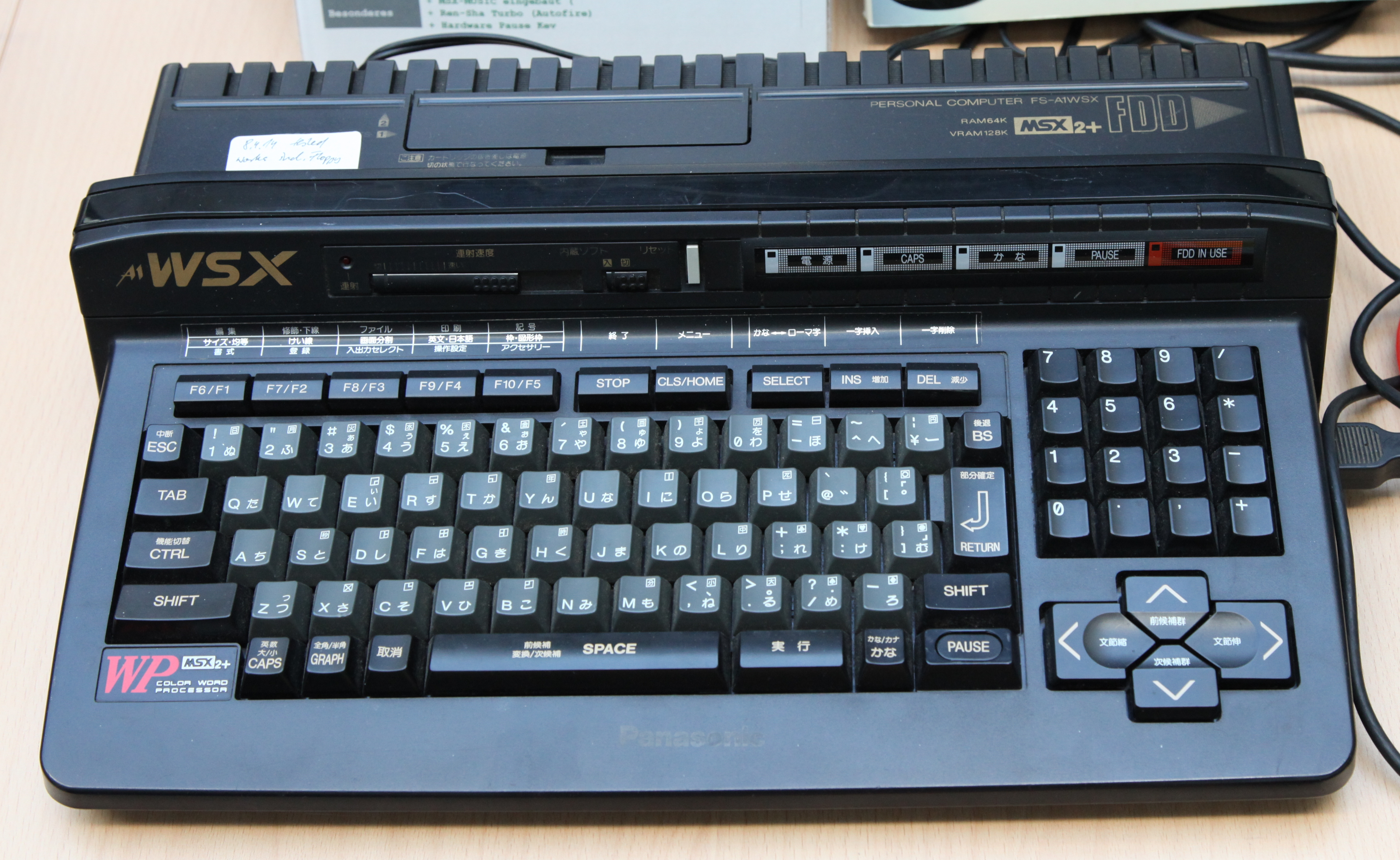
FS-A1WSX MSX-2+

- Prozessor: Zilog Z80A mit 3,58 MHz
- ROM: 64 KB
  - BIOS + Extended BIOS (32 KB)
  - MSX BASIC V3.0 (16 KB)
  - DiskROM (16 KB)
  - Kun-BASIC (16 KB) (optional)
  - Kanji ROM (optional)
- RAM: meist 64 KB
  - Memory mapped (maximal 4 MB/slot)
- Grafik-Prozessor: Yamaha v9958
  - Video RAM: 128 KB
  - Text-Modi: 80 × 24 und 32 × 24
  - Auflösung: 512 × 212 (16 von 512 Farben) und 256 × 212 (19268 Farben)
  - Sprites: 32, 16 Farben (höchstens 8 Sprites pro Zeile)
  - Register für horizontales und vertikales Scrolling
- Sound-Chip: General Instrument AY-3-8910 (PSG)
  - 3 Kanäle
- Sound-Chip: Yamaha YM2413 (OPLL) (MSX-Music)
  - 9 Kanäle FM oder 6 Kanäle FM + 5 Drums
  - 15 vordefinierte und 1 frei definierbares Instrument
- Clock chip

### MSX turbo R
- Nur in Japan veröffentlicht
- Prozessor: Zilog kompatibler R800 zu 29 MHz und 7,14 MHz
- ROM: 96 KB
  - BIOS + Extended BIOS (48 KB)
  - MSX BASIC V4.0 (16 KB)
  - DiskROM (16 KB)
  - Kun-BASIC (16 KB)
  - Kanji ROM (256 KB)
  - Firmware (4 MB)
- RAM: 256 KB (FS-A1ST) oder 512 KB (FS-A1GT)
  - Memory mapped (maximal 4 MB/slot)
  - Zusätzlich 16 KB SRAM (Batterie-gepuffert)
- Grafik-Prozessor: Yamaha v9958
  - Video RAM: 128 KB
  - Text-Modi: 80 × 24 und 32 × 24
  - Auflösung: 512 × 212 (16 von 512 Farben) und 256 × 212 (19268 Farben)
  - Sprites: 32, 16 Farben (höchstens 8 Sprites pro Zeile)
  - Register für horizontales und vertikales Scrolling
- Sound-Chip: General Instrument AY-3-8910 (PSG)
  - 3 Kanäle
- Sound-Chip: Yamaha YM2413 (OPLL) (MSX-Music)
  - 9 Kanäle FM oder 6 Kanäle FM + 5 Drums
  - 15 vordefinierte und 1 frei definierbares Instrument
- Sound-Chip: PCM
  - 8-bit ein Kanal (kein DMA), bis 16 kHz
  - eingebautes Mikrophon
- Clock chip
- MIDI-Schnittstelle nur bei FS-A1GT